# چشمه بکلو
چشمه بکلو جاوید، روستایی از توابع بخش همایجان شهرستان سپیدان در استان فارس ایران است.

## جمعیت
این روستا در دهستان سرناباد قرار دارد و درسال 1328 توسط حاج محراب خادمی بنیانگذاری شد. براساس سرشماری مرکز آمار ایران در سال ۱۳۹۵، جمعیت آن
۱۷۹ نفر و (۵۷خانوار) بوده‌است.
مردم این روستا به زبان لری ممسنی صحبت می‌کنند.